# Компьютерный стол
Компьютерный стол — стол, созданный специально для установки компьютера. На этом столе, как правило, предусматривается место (чаще всего — тумба) для системного блока, полочка для установки монитора, выдвижная полочка для клавиатуры и мыши чуть ниже рабочей поверхности и другие, необходимые для установки периферийных устройств предметы, созданные для удобства пользователя ПК, такие как полочки для книг, стойки для компакт-дисков и др. Компьютерные столы выполняются прямыми и угловыми, материалом для их изготовления служат дерево, пластик, стекло, металл.
Столы, оснащенные регулируемыми по высоте ножками, а также столы с возможностью изменения угла наклона столешницы, позволят избежать появления туннельного синдрома.